# Ulysses (niemiecki zespół muzyczny)
Ulysses – niemiecki zespół wykonujący rock neoprogresywny z początku lat 90. Był częścią barwnej sceny nowych zespołów, wytwórni i magazynów, które pojawiły się w Niemczech na początku lat 90. Muzycznie był pod mniejszym wpływem niemieckiego "Krautrocka", ale początkowo był silnie zorientowany na drugą generację brytyjskich zespołów grających rock progresywny, takich jak Marillion, IQ czy Pendragon. Niektórzy recenzenci sklasyfikowali ich muzykę jako neo-progresywny rock i przypisali zespołowi muzyczną bliskość do Marillion, Galahad i Änglagård. Ich muzyka jest bardzo melodyjna i zawiera również elementy folklorystyczne. Gwałtownie zmieniające się melancholijne i posępne nastroje, które wplecione są w skomplikowane, ciągle zmieniające się aranżacje o częściowo epickiej długości, które zazwyczaj narastają aż do punktu kulminacyjnego, stoją obok oszczędnie zaaranżowanych utworów akustycznych. Grupa nagrała tylko jedna płytę – Neronia, wydaną w 1993 przez niemiecką wytwórnię Pyramusic a także Metal Mind Records. Wkrótce potem zespół zmienił nazwę na Neronia.

## Historia
Ulysses został założony w 1990 roku przez Ender Kilic (bas), Mirko Rudnik (gitara), Andreas Simon (perkusja) i Thomas Diehl (klawisze) w Wiesbaden. Ich nazwa nawiązuje zarówno do antycznego greckiego bohatera Odyseusza, jak i do najbardziej znanego dzieła Jamesa Joyce'a - Ulissesa.
Wraz z Duńczykiem Jesper Stannow (perkusja) i Australijczykiem Gerard P. Hynes (wokal), Ulysses nagrał swoje pierwsze studyjne demo w grudniu 1991 roku. Po opuszczeniu zespołu przez Stannow, Ulysses znalazł stałego perkusistę w osobie Robert Zoom. W tym składzie zespół nagrał swój debiutancki album "Neronia" w Thin Ice Studios Clive Nolan (Arena, Pendragon, Shadowland) i Karl Groom (Threshold) w Maidenhead w Anglii w styczniu i kwietniu 1993 roku. W dwóch utworach gościnnie wystąpił Tracy Hitchings (Quasar, Strangers on a Train, Landmarq), a także Cliff Orsi (ex-Arena) na basie.
Album "Neronia" zespołu Ulysses był pierwszym albumem niemieckiego zespołu, który został wydany w renomowanej wytwórni Inside Out Music.
Z nowym wokalistą, Marc Jost, Ulysses promowali album Neronia w całej Europie, grając dla wyprzedanych tłumów i na festiwalach w Polsce, Niemczech i Holandii oraz otwierając Pendragon na ich europejskiej trasie "The Window of Life" w 1994 roku.
Ze względu na zbliżający się spór o prawa do nazwy Ulysses zmienił nazwę zespołu na "Neronia" w 1995 roku.
Pod koniec 2011 roku album Ulysses "Neronia" został wybrany przez rockowy magazyn Eclipsed do niemieckiego Prog Top 40.
Na początku 2021 roku Ulysses ponownie zebrał się w (prawie) oryginalnym składzie i pracuje nad nowymi i starymi utworami jako Ulysses Resurrection Project.
Zremasterowany i rozszerzony 2-płytowy zestaw debiutanckiego albumu zespołu został wydany w październiku 2023 roku przez polską wytwórnię GAD Records/chickadisc z okazji 30. rocznicy pierwszego wydania.

## Skład zespołu
W skład zespołu wchodzili:
- Gerard Hynes – śpiew
- Mirko Rudnik – gitara
- Thomas Diehl – instrumenty klawiszowe
- Ender Kilic – gitara bas
- Robert Zoom – perkusja

## Dyskografia
Albumy studyjne
- 1992: Ulysses (Ulysses/Self-release/Kaseta EP)[16]
- 1993: Neronia (Ulysses/Pyramusic; CD-Płyta)[17]
- 1994: Neronia (Ulysses/SPV/InsideOut; CD-Płyta)
- 1994: Neronia (Ulysses/Metal Mind Productions Records/Massacre Records; Kaseta-Płyta)[18]
- 2002: ohne Titel (Neronia/Nova Entertainment; CD-EP)
- 2003: Nerotica (Neronia/Nova Entertainment; CD-Płyta)
- 2023: Neronia 30th Anniversary Edition (Ulysses/GAD Records/chickadisc; 2CD-Płyta)[19]

Kompilacje
- 1992: Music for a Better World (Bamot Island Film & Records) Ulysses - Teenage Sweethearts (Nagranie demonstracyjne)
- 1992: The Secret World - Skelletons in the Cupboard II (Clive Nolan Klub Fanów Próbnik kasetowy) Ulysses: Teenage Sweethearts (Nagranie demonstracyjne)[20]
- 1995: 1822-Rock Festival Finale 5. März 1995 (Frankfurter Sparkasse) Ulysses: She-Cat (na żywo)[21]
- 2004: Empire Art Rock 71 (Empire Music) Neronia - Drenched in Tears[22]
- 2004: Music from Time and Space Vol. 8 (Eclipsed) Neronia - One Moment[23]

Wideoklipy muzyczne
- 1994: Forever Lost[24]